# Rock Rapids
Rock Rapids is een plaats (city) in de Amerikaanse staat Iowa, en valt bestuurlijk gezien onder Lyon County.

## Demografie
Bij de volkstelling in 2000 werd het aantal inwoners vastgesteld op 2573. In 2006 is het aantal inwoners door het United States Census Bureau geschat op 2576, een stijging van 3 (0,1%).

## Geografie
Volgens het United States Census Bureau beslaat de plaats een oppervlakte van 10,2 km², geheel bestaande uit land. Rock Rapids ligt op ongeveer 423 m boven zeeniveau.

## Plaatsen in de nabije omgeving
De onderstaande figuur toont nabijgelegen plaatsen in een straal van 20 km rond Rock Rapids.